# Idaea falcifera
Idaea falcifera là một loài bướm đêm trong họ Geometridae.